# Bijela Stijena
Bijela Stijena ist ein Ort in der Gespanschaft Požega-Slawonien, Kroatien.
Der Ort an den Hängen des Psunj liegt etwa 8 Kilometer von Lipik entfernt und beherbergt die Überreste einer der ältesten mittelalterlichen Ansiedlungen Slawoniens. Von diesem Bau des Templerordens sind heute allerdings nur mehr drei halbrunde Befestigungsreste übrig.